# 마화 (음식)
마화(중국어: 麻花, 병음: máhuā)는 중국의 꼬인 도넛이다.
조야집요에 따르면 인조반정 당일에 광해군이 마화병(麻花餠)을 먹었다.

## 같이 보기
- 꽈배기